# Antonio Chiattone
Antonio Chiattone (Lugano, 18 mei 1856 - aldaar, 4 september 1904), was een Zwitsers beeldhouwer.

## Biografie
Antonio Chiattone was een zoon van Andrea Chiattone et de Caterina Demicheli. Hij was een broer van Giuseppe Chiattone. Chiattone volgde lessen aan de tekenscholen in Lugano en ging in 1875 naar de academie van Brera in Milaan. Als beeldhouwer maakte hij zowel burgerlijke als grafmonumenten. Zo maakte hij in 1902 onder meer het beeld van Willem Tell in de plenaire vergaderzaal van de Nationale Raad, in het Federaal Paleis in Bern. Hij werkte samen met zijn broer Giuseppe in Milaan en vestigde zich in 1887 opnieuw in Lugano.
In 1891 was Chiattone betrokken bij de bouw van het museum van Lugano, waarbij hij in contact kwam met het Oostenrijkse hof. Alzo maakte hij in 1895 het beeld van aartshertog Rudolf van Oostenrijk op Corfu en in 1902 het beeld van de in Genève vermoorde keizerin Elisabeth van Oostenrijk (Sisi) in Montreux. Hij maakte tevens de graftombes van de Ticinese families Bullo in Faido, Romerio in Locarno en Reali in Lugano.

## Galerij

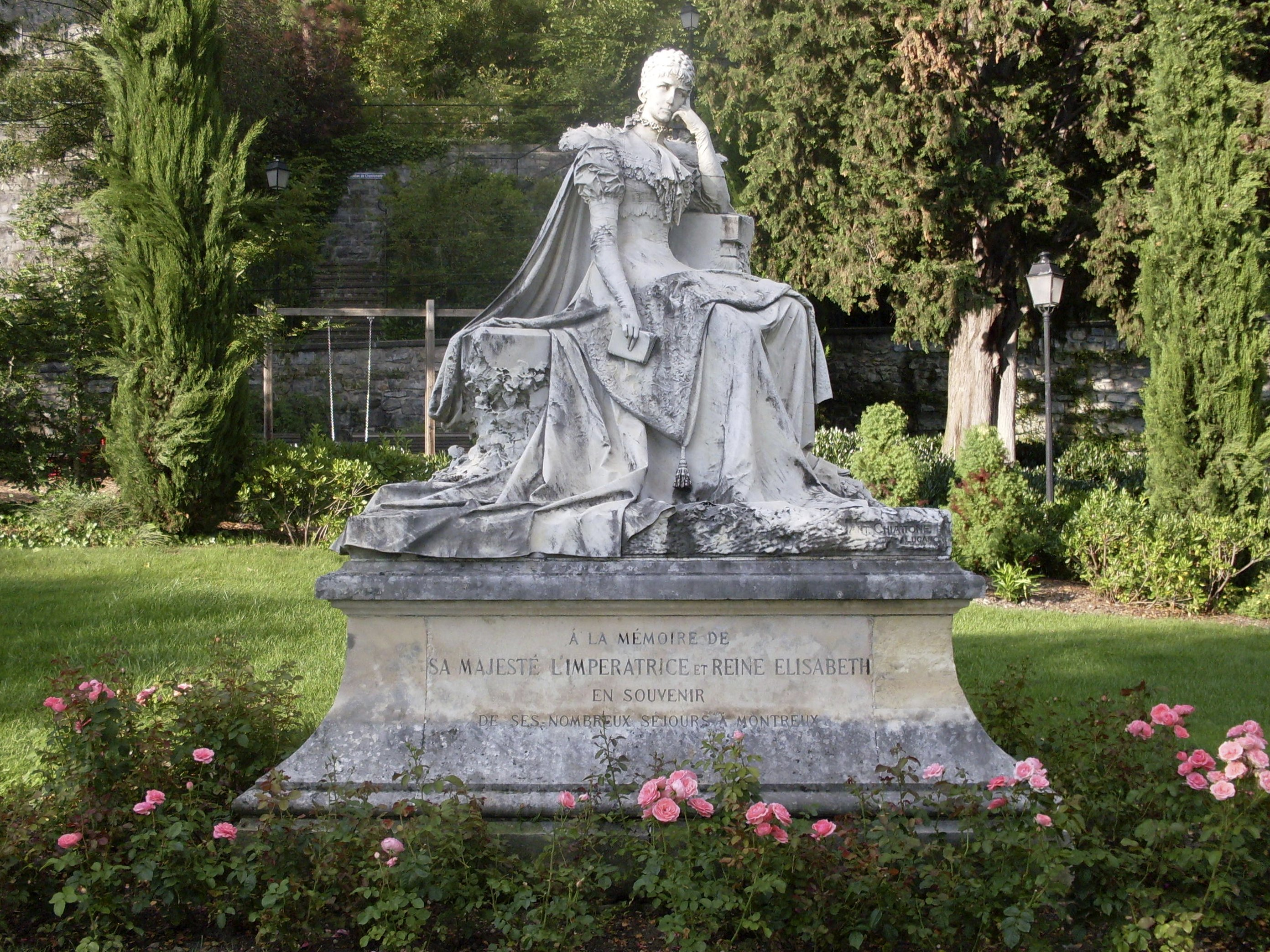
Monument voor Elisabeth van Oostenrijk (Sisi) in Montreux.
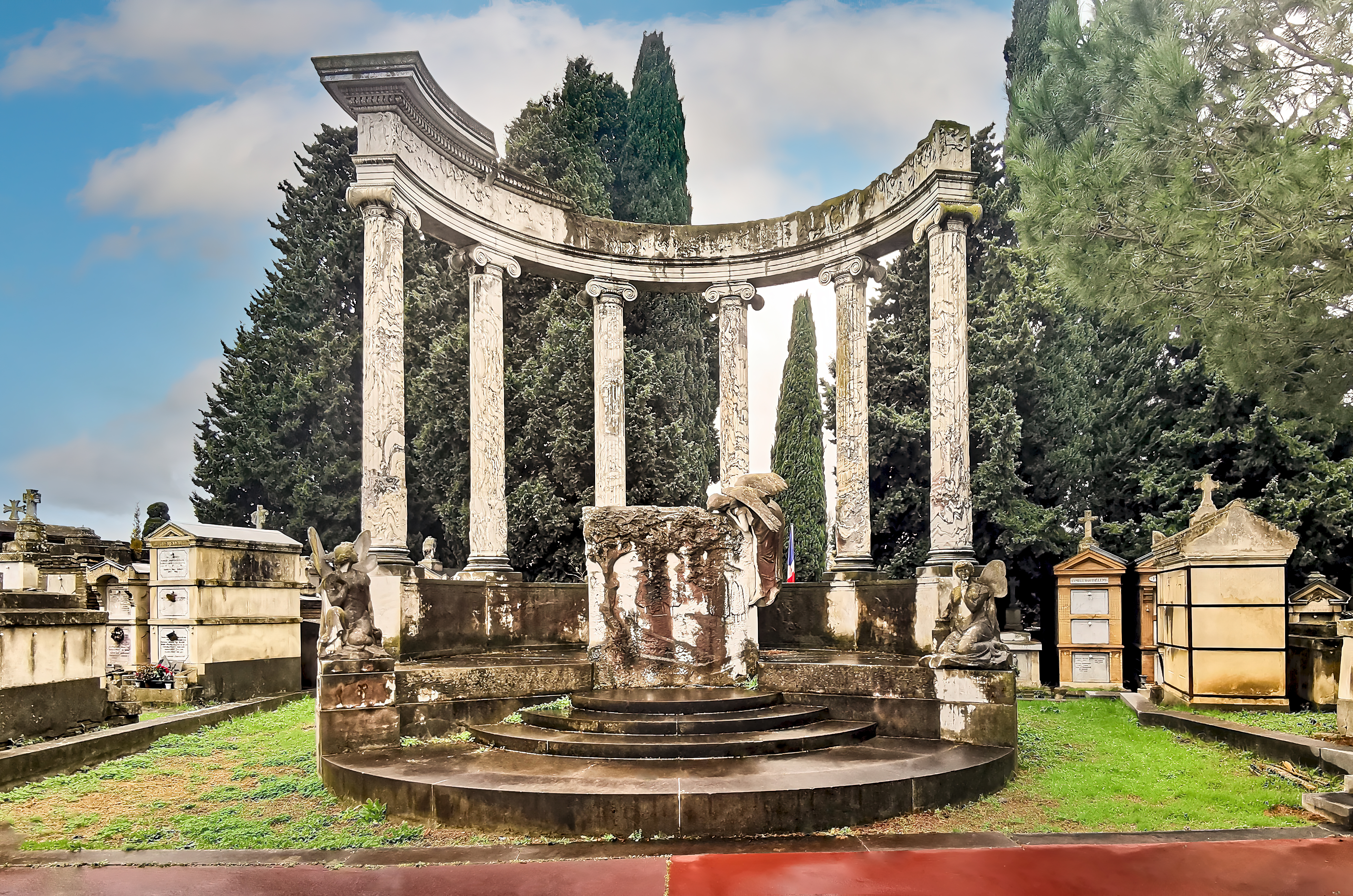
Grafmonument van Aristide en Marie Bergès in Toulouse.